# Садки (Краснодарский край)
Садки́ — хутор в Приморско-Ахтарском районе Краснодарского края, на берегу Ахтарского лимана Азовского моря при впадении гирла Сладковское реки Кирпили.
Входит в состав Приморско-Ахтарского городского поселения.

## География

### Улицы
- ул. Кирова,
- ул. Нахимова,
- ул. Чапаева.

Садки местное население произносит с ударением на первом слоге: Сáдки

## Население
| 2002 | 2010  |
| ---- | ----- |
| 1224 | ↘1004 |